# 村田美輪子
村田 美輪子（むらた みわこ、1967年10月5日 - ）は、日本の女優。オフィス・ルード所属。旧姓は林。

## 略歴
- 神奈川県出身。1990年証券会社に勤務[2]。
- 1999年4月に劇団東京ヴォードヴィルショー養成所に入所[2]。
- 2002年に谷藤太主宰の劇団enjiに所属。下北沢OFF・OFFシアター等で上演[3][4]。
- 2018年にニューシネマワークショップ主催のムビハイ18にて上映された『ミゾロギミツキを探して』に出演[5][6]。
- 2019年に同じくニューシネマワークショップ主催のムビハイ19にて上映された『BOY』に出演[7]。

## 人物
2種証券外務員資格、秘書検定2級の資格を所持。趣味・特技は日本舞踊、サイクリング、ピアノ。

## 出演

### テレビドラマ
- 赤い霊柩車シリーズ18（2003年、フジテレビ）[8]

### 映画
- ワイルド・フラワーズ（2004年、小松隆志監督）[9]
- ミゾロギミツキを探して（2018年、吉野竜平監督） - 溝呂木聖子 役[10][6][11][12]
- BOY（2019年、薮下雷太監督） - 佐藤美津子 役[7]
- カタラズオドレ（短編、2021年、篠原哲雄監督）
- 君は永遠にそいつらより若い(2021年、吉野竜平監督） - 母親 役[13]
- 神田川のふたり（2022年 いしいしんじ監督作品） - 井の頭公園ボート乗り場の受付 役[14][15]

### 舞台
- 女殺し油地獄(2001年 銀座みゆき館) - 山崎哲 作・演出
- 夢の唄 - 劇団LIVES(客演)
- Dear My Hero - 劇団LIVES(客演)
- ユメミウタ - 劇団LIVES(客演)[16]